# Stacy Warner
Stacy Warner è un personaggio della serie televisiva statunitense Dr. House - Medical Division, interpretato da Sela Ward. È l'ex-amante e convivente di Gregory House, protagonista della serie.

## Caratteristiche
Compare per la prima volta alla fine della prima stagione chiedendo ad House di curare suo marito Mark Warner, che è gravemente malato e nessun diagnosta riesce a capire quale sia la patologia da cui è affetto. Il dottore, nonostante un'iniziale riluttanza, accetta e risolve il caso, ma Mark deve fare alcuni mesi di riabilitazione al Princeton-Plainsboro Teaching Hospital per recuperare l'uso delle gambe, perso a causa dell'aggravarsi della sua malattia. Stacy è un avvocato e dopo questi fatti viene assunta dall'amministratrice dell'ospedale Lisa Cuddy come consulente generale.
Prima dello svolgimento della serie Stacy ha convissuto con House per cinque anni, al termine dei quali è stata lasciata da lui per aver autorizzato un'operazione alla quale era contrario e che gli ha causato la perdita parziale della mobilità della gamba. Dopo questa separazione traumatica lei si è risposata.
Durante le prime puntate della seconda serie la relazione tra i due ex-conviventi si evolve e cominciano a passare sempre più tempo insieme, durante il quale House cerca di riconquistarla, mentre lei vorrebbe rimanere fedele al marito. Alla fine dell'episodio Caccia al topo però, lei scopre che lui era andato a leggere la sua cartella psichiatrica e si arrabbia moltissimo fino a quando, nell'episodio Impossibilità di comunicare, decide di perdonarlo e si baciano in una stanza d'albergo. Nella puntata successiva È meglio sapere i due hanno un rapporto sessuale e lei infine decide di lasciare Mark per tornare a stare con lui, ma lui rifiuta perché vuole che lei sia felice e pensa di non essere in grado di darle ciò che meriterebbe per essere felice. Nelle ultime scene di questo episodio si vede Stacy che svuota l'ufficio e ritorna con Mark a casa loro a Short Hills, lasciando così per sempre la serie.
Durante la terza stagione nell'episodio Ultimo sacrificio, un paziente chiede ad House se è mai stato innamorato e come l'ha conosciuta. Lui risponde che si sono conosciuti perché lei gli ha sparato durante una partita di paintball medici contro avvocati, sottintendendo quindi che si parla di Stacy.
Stacy fa un'ultima apparizione nell'ultimo episodio, al funerale di House (in realtà finto, perché aveva inscenato la sua morte per non finire in prigione). Nel suo elogio funebre confessa che nonostante tutti i difetti di Greg non ha mai smesso di amarlo.

## Accoglienza
Inizialmente il personaggio di Stacy ottenne reazioni positive. Matt Roush di TV Guide si disse soddisfatto che il personaggio avesse messo in mostra il lato delicato di House, definendo l'arco narrativo di Stacy come una "sottotrama succulenta". David Bianculli di The New York Daily News scrisse che, con l'ingresso di Stacy, la serie fosse passata "al massimo livello dei drammi televisivi odierni". I critici di USA Today scrissero che la Ward "ha portato un senso di gioia, seppur fugace, alla serie" In un articolo sui personaggi che maggiormente avevano dato noia ad House, Alynda Wheat di Entertainment Weekly inserì Stacy al terzo posto, dietro Amber Volakis (Anne Dudek) e Michael Tritter (David Morse). Tuttavia, Alan Sepinwall di Star-Ledger commentò che, nonostante trovasse la Ward un'attrice "talentuosa", il suo personaggio, insieme ad altri personaggi ricorrenti, fosse "privo di humor" e "determinato a rovinare il divertimento del pubblico insieme a quello di House".